# Paullinia panamensis
Paullinia panamensis är en kinesträdsväxtart som beskrevs av T.B. Croat. Paullinia panamensis ingår i släktet Paullinia och familjen kinesträdsväxter. Inga underarter finns listade i Catalogue of Life.